# Pia Mancini
Pia Mancini est une cofondatrice du parti politique argentin Partido de la Red. Elle a également co-créé democracyOS, un logiciel libre dans le but de donner plus de poids aux avis des citoyens,. Son objectif politique est de faire une « démocratie du XXIe siècle » qui consisterait en un plus grand impact des citoyens sur la vie politique via notamment les nouvelles technologies, dont Internet serait le principal élément,.

## Parcours
Après différentes formations, notamment à Sciences Po en 2003, à l'université de Buenos Aires entre 2000 et 2004, à l'Université Monash en 2006-2007, elle travaille pour des think tanks, et sur une série de campagnes politique. En 2012, Pia Mancini et ses amis militants créent un nouveau parti, le Partido de la Red [Parti du Net],, s'appuyant sur les réseaux sur Internet pour favoriser l'expression des souhaits et la mise au point d'un programme. Après l'élection de leur première candidate aux élections locales de Buenos Aires en 2013, ils ont présenté leur premier candidat à la chambre des députés argentins en 2017 mais n'ont obtenu que 1,2% des voix.
Pour faciliter les échanges politiques, elle a créé, avec quelques militants, une plate-forme logicielle, DemocracyOS. Quand un nouveau projet de loi est présenté en Argentine, DemocracyOS est utilisé pour expliquer en langage clair ce projet. Les citoyens ont également la possibilité, sur cette plateforme, d'échanger et de voter directement. Deux ans après sa création, cette  plate-forme est également utilisée par le gouvernement fédéral au Mexique pour recueillir des commentaires sur les propositions politiques, et par une ONG tunisienne, appelée I Watch, dans le débat sur la nouvelle constitution,,,, pour faciliter l'expression politique.
Parallèlement à son rôle dans le projet DemocracyOS et dans un nouveau parti argentin, Pia Mancini travaille sur d'autres idées visant à améliorer la transparence dans l'action publique et politique.En Californie, un autre de ses projets, Open Collective, permet à des groupes de collecter des cotisations et des dons, et d'utiliser cet argent  avec le maximum de transparence. Toute personne qui verse des fonds à la collectivité peut voir toutes les transactions du groupe à tout moment,. Un autre projet, lancé en janvier 2016, Democracy.Earth, est focalisé sur la gestion de contrats, à destination notamment d'associations ou d'institutions publiques.
Pia Mancini donne également des conférences TED, intitulées notamment How to Upgrade Democracy for the Modern Era,,,.

### Articles de journaux
- (es) Andrea Solano B., « Pia Mancini:”Es necesario hackear la democracia para poder entenderla y mejorarla” », La Nación,‎ 4 mars 2014 (lire en ligne).
- (en) Klint Finley, « Out in the Open: An Open Source Website That Gives Voters a Platform to Influence Politicians », Wired,‎ 5 mai 2014 (lire en ligne).
- (en) Matt Chesterton, « Will the smartphone replace the ballot box? », ZDNet,‎ 13 juin 2014 (lire en ligne).
- (es) Ángel Luis Sucasas, « La mejor pancarta es digital », El País,‎ 2 février 2015 (lire en ligne).
- (en) Lee Williams, « 'Hactivists' are trying to reboot democracy from the bottom up with interactive voting apps », The Independent,‎ 25 mars 2015 (lire en ligne).
- (es) LN, « Pía Mancini: Buscamos construir un puente para que los ciudadanos tengan mejor representación », La Nación,‎ 18 mai 2015 (lire en ligne).
- Rédaction LT, « «vot.it.org», une plate-forme électronique dédiée au vote des citoyens », Le Temps,‎ 29 août 2015 (lire en ligne).
- Mathilde Carton, « Enquête sur le logiciel qui va révolutionner la démocratie », Les Inrocks,‎ 26 janvier 2016 (lire en ligne).
- (en) Lauren Razavi, « How one woman's app is changing politics in the digital age », The Guardian,‎ 23 février 2016 (lire en ligne).
- Rédaction Stylist, « Pia Mancini change de politique », Stylist via PressReader,‎ 10 mars 2016 (lire en ligne).
- (en) Staff Indy, « Pia Mancini of the Open Collective on transforming democracy from the bottom up », Indymedia,‎ 15 mars 2016 (lire en ligne).

### Études universitaires
- Virgile Deville, La participation citoyenne à la vie politique après la révolution numérique  (Mémoire Sciences Po Paris), Sciences Po, décembre 2015 (lire en ligne).